# Између мене и мог ћутања
„Између мене и мог ћутања” је југословенски кратки ТВ филм из 1981. године. Режирала га је Гордана Бошков а сценарио је написала Тања Крагујевић

## Улоге
| Глумац        | Улога |
| ------------- | ----- |
| Тања Бошковић |       |